# Il sacrifizio d’Epito
Il sacrifizio d'Epito es una ópera en dos actos del compositor italiano Michele Carafa, con libreto en italiano de Giovanni Kreglianovich Albinoni. Fue estrenada en el Teatro La Fenice de Venecia el 26 de diciembre de 1819.

## Historia
Tras el gran éxito que tuvo con su  Gabriella di Vergy, Carafa quiso extender su carrera a otros teatros italianos. Así, tras estrenar en Milán Adele di Lusignano, se traslada a Venecia. Il sacrificio d’Epito, con libreto de Giovanni Kreglianovich Albinoni (que firmaba con el seudónimo de Dalmiro Tindario) es la segunda ópera que estrena en La Fenice, tras Elisabetta in Derbyshire. 
La ópera se estrenó en Venecia el 26 de diciembre de 1819, contando con un total de 7 representaciones, hasta el 1 de marzo de 1820.  La obra no fue un gran éxito,pero fue representada en 1821 en el Teatro San Carlo de Nápoles, con Andrea Nozzari cantando el papel protagonista; allí la obra fue conocida también con el título de "Aristodemo". No hay constancia de que fuera representada en más ocasiones.
La ópera no ha sido recuperada en época moderna.

## Personajes
| Personaje | Voz       | Elenco del estreno Director de orquesta: |
| --- | --------- | ---------------------------------------- |
| Aristodemo | tenor     | Nicola Tacchinardi                       |
| Dircea | soprano   | Rosa Morandi                             |
| Cresfonte | contralto | Carolina Cortesi                         |
| Ofioneo | bajo      | Luciano Bianchi                          |
| Ismene | soprano   | Giuseppina Conti                         |
| Onippo | tenor     | Pietro Gentili                           |
| Senadores, viejos parientes y amigos de Aristodemo, doncellas, soldados, guardias, sacerdotes, pueblo de Mesenia |           |                                          |

Escenografía de Giuseppe Borsato. 

## Argumento
La acción tiene lugar en Itome
Acto I
Fachada del templo de Júpiter
Los mesenios esperan el resultado del oráculo para saber la elegida de entre los epitos que ha de ser sacrificada para poder vencer la guerra contra Esparta. Ismene teme que pueda ser Dircea, la hija de Aristodemo. Pero el propio Aristodemo es informado de que la elegida no ha sido su hija, sino Olimpia, y al saberlo, se dispone a dirigir a las tropas en batalla. Ofioneo le dice que Cresfonte puede ser elegido en lugar suyo, algo que no agrada a Aristodemo, ya que ambas familias están enfrentadas. 
Habitación en casa de Aristodemo
Dircea está feliz tanto por haber salvado la vida como por poder volver a ver a su amado Cresfonte, que está de vuelta (aria: Cara Patria! amica voce). Aparece su padre Aristodemo, diciendo que la mujer elegida para ser sacrificada, Olimpia, debe estar feliz por su privilegio. Quiere, además, casarla, y le da dos nombres a elegir, pero ella está a punto de revelar que a quien ama en realidad es a Cresfonte cuando llegan noticias de que éste ha regresado y está esperando a Aristodemo. Onippo le insta a que disimule el odio que siente por él. Ismene lamenta la mala suerte de Dircea. 
Logia del senado
El pueblo celebra el regreso triunfal de Cresfonte; éste comenta los sucesos de su victoria mientras ansía ver a su amada Dircea (aria: Dalle sponde del Ladone). Cresfonte, pese a todo, solicita que sea Aristodemo el general del ejército, ya que es a quien temen los espartanos. Onippo le cuenta que Dircea se ha salvado, y que su padre pretende casarla, pero que ella ha guardado su amor en secreto. Cuando llega Dircea, él le reprocha que no se haya enfrentado a su padre y duda de su amor, pero cuando ella le confiesa amarlo, decide proponerse ante Aristodemo como esposo para su hija (dúo: Basta; t'intendo). Onippo tiene dudas de que éste vaya a aceptar. 
Habitación en casa de Aristodemo
Aristodemo está esperando para sacrificar a Olimpia cuando se entera de que el padre de esta dice que ella no es en realidad hija suya para así poder salvarla. Además, Ofioneo le informa de que Cresfonte tiene cada vez más partidarios para alzarse con el trono. Aparece entonces Cresfonte para pedirle la mano de su hija. Aristodemo se muestra extrañado de no saber que ella también le ama, pero ve el enlace como una forma de asegurarse el trono. Cuando llega Dircea, les da su aprobación y les dirige hacia el templo para la ceremonia de bodas (trío: Luce improvvisa, o figlia). Pero Onippo y Ofioneo comentan que Olimpia probablemente haya huido, por lo que será necesario escoger a otra víctima. 
Interior del templo de Júpiter
Va a celebrarse la boda cuando Ofioneo la detiene: al haber huido Olimpia, hay que buscar otra víctima, y todos temen que la elegida pueda ser Dircea. 
Acto II
Habitación en casa de Aristodemo
Onippo le cuenta a Ismene que, cegado por la ambición, Aristodemo pretende sacrificar a su hija; Dircea se niega a huir, pero está seguro de que Cresfonte tratará de salvarla. 
Gran sala del senado
Aristodemo acepta sacrificar a su hija, pero Cresfonte se opone y le pide quedarse a solas con él. Cresfonte le pide que se la entregue, de forma que ya no podrá ser sacrificada; cuando Aristodemo, furioso, se niega, le responde que ella está embarazada y, por tanto, no es virgen, como exige el oráculo. Pero Aristodemo no le cree y le expresa el odio que siente por él (dúo: Serba la figlia; rendimi). 
Galería en casa de Arsitodemo
Dircea llora la suerte que le depara su padre (aria: Tu tremi e mormori). Llega Aristodemo y la rechaza por impura y piensa sacrificarla por ello. Llega Ofioneo para conducirla al sacrificio, y todos se conmueven por su destino. 
Oscuro subterráneo con las tumbas de los reyes de Epito
Cresfonte espera poder ver una vez más a su amada Dircea y, si no puede salvarla, morir a su lado (aria: Ombre scettrate). Llegan Aristodemo y Dircea; él la rechaza, pero cuando va a apuñalarla es detenido por Ofioneo y los sacerdotes, quienes le dicen que Cresfonte ha confesado que ha mentido y que Dircea es pura. 
Galería en casa de Arsitodemo
Onippo le cuenta a Ismene que, tras declararse pura a Dircea, Aristodemo piensa sacrificarla para cumplir el oráculo. Llega entonces Ogioneo, informando de que se han producido unos augurios que podrían cambiar la suerte de Dircea (aria: Era il ciel turbato e fosco). 
Fachada del templo de Júpiter
Aristodemo, delirante, se despide de su hija y hasta planea morir a su lado (aria: A seguirti al passo estremo). Llega en ese momento Cresfonte informando que Olimpia ha aparecido y que será ella la sacrificada, dejando así libre a Dircea. Aristodemo acepta entonces casar a Dircea y Cresfonte. 

## Estructura
- Sinfonía

Acto I
- N. 1 - Introducción Oh sorte! Oh fero Oracolo! (Coro, Ismene, Ofioneo, Aristodemo)
- N. 2 - Coro y Cavatina Svanito è il turbine, tranquilla è l'onda - Cara Patria! amica voce (Dircea, Coro)
- N. 3 - Coro y Cavatina Per patria libera - Dalle sponde del Ladone (Cresfonte, Coro)
- N. 4 - Dueto Basta; t'intendo (Cresfonte, Dircea)
- N. 5 - Terceto Luce improvvisa, o figlia (Aristodemo, Dircea, Cresfonte, Coro)
- N. 6 - Finale I Suora e consorte augusta - O dell'empireo (Cresfonte, Dircea, Aristodemo, Ofioneo, Onippo, Ismene, Coro)

Acto II
- N. 7 - Coro Fausto dì con più bel raggio
- N. 8 - Dueto Serba la figlia; rendimi (Cresifonte, Aristodemo)
- N. 9 - Aria Tu tremi e mormori (Dircea, Coro, Ofioneo)
- N. 10 - Aria Ombre scettrate (Cresfonte, Coro)
- N. 11 - Terceto Arsi di puro fuoco (Dircea, Aristodemo, Ofioneo, Coro)
- N. 12 - Aria Era il ciel turbato e fosco (Ofioneo)
- N. 13 - Coro y Aria Final Perché il Sole di torbidi veli - A seguirti al passo estremo (Aristodemo, Dircea, Coro, Cresfonte, Ofioneo)

## Discografía
No existe por el momento ninguna grabación de la ópera.